# あの太陽が、この世界を照らし続けるように。
「あの太陽が、この世界を照らし続けるように。」（あのたいようが、このせかいをてらしつづけるように）は、コブクロの21枚目のシングル。2011年4月27日にワーナーミュージック・ジャパンから発売された。

## 解説
前作「Blue Bird」から約2ヶ月ぶりのリリース。2曲ともにタイアップが付いており、映画主題歌のタイアップは『WHITE DAYS』以来となった。

## 収録曲
全曲作詞・作曲：小渕健太郎　編曲：コブクロ
1. あの太陽が、この世界を照らし続けるように。 [5:57]
映画『岳-ガク-』主題歌
コブクロではもっとも長いタイトルの楽曲である。
2. シルエット [6:06]
H.I.S CMソング
2008年に友人の結婚式のために作られた曲。曲の披露は結婚式で小渕が1人で歌っただけであり、幻の曲となっていた。
同じく結婚をテーマにした曲「永遠にともに」（2004年）は男性目線で曲であったが、今回は女性目線での楽曲となっている。
3. あの太陽が、この世界を照らし続けるように。 （Instrumental）
4. シルエット （Instrumental）

## 収録アルバム
- ALL SINGLES BEST 2(#1,2)
- One Song From Two Hearts(#1)
- ALL TIME BEST 1998-2018(#1)